# Goma xantana
A goma xantana é um polissacarídeo obtido a partir da fermentação aeróbica de açúcares simples, como a glicose e a sacarose. Comercialmente, é produzida pela espécie de bactéria Xanthomonas campestris, de onde deriva seu nome. É um aditivo amplamente utilizado na indústria farmacêutica e alimentícia, principalmente como um agente espessante, emulsificante e um estabilizante eficaz.
Ela consiste em uma unidade pentassacarídica composta por glicose, manose e ácido glucurônico na proporção de 2: 2: 1, além de grupos substituintes piruvato e acetila. A cadeia principal da goma é formada por unidades de β-d-glicose, que estão ligadas nas posições 1 e 4.

## História
A goma xantana foi descoberta em 1950 por Allene Jeanes e sua equipe de pesquisa no Departamento de Agricultura dos Estados Unidos, que buscavam identificar microrganismos que produzissem gomas solúveis em água de aplicação industrial e interesse comercial. Até então, os polissacarídeos utilizados eram os originados de plantas.
A produção comercial de goma xantana iniciou-se dez anos após o seu descobrimento e o Grupo Kelco (hoje, CPKelco) foi a primeira companhia a produzi-la em grandes quantidades, a partir de 1961. Em 1969 a FDA (Food and Drug Administration) aprovou a aplicação da goma xantana para uso como estabilizante, emulsificante e espessante em alimentos. No Brasil, desde 1965 é  permitida a adição de goma xantana nos alimentos, pelo Decreto lei n° 55.871 da Legislação Brasileira de Alimentos. Na Europa, foi aprovada como aditivo em alimentos em 1974.
A estrutura primária da goma xantana foi estabelecida em 1975 por Jansson et al.

## Usos
A goma xantana pode produzir um aumento significativo na viscosidade de um líquido. Ela é empregada para controlar viscosidade, textura, retenção de aromas, suspensão de sólidos e estabilização de emulsões. Na indústria alimentícia, a goma é amplamente utilizada na produção de cremes, molhos para saladas, xaropes, coberturas e geleias. Apresenta compatibilidade com a maioria dos coloides utilizados em alimentos, como o amido, sendo aplicada também na panificação.
Na indústria cosmética, é utilizada principalmente para encorporar produtos como xampu, cremes, loções, maquiagem, hidratantes capilares.
A pasta de dente geralmente contém goma xantana como agente de suspensão e espessante para manter a uniformidade do produto. É também um método preferido de espessamento de líquidos para pessoas com distúrbios de deglutição, uma vez que não altera a cor ou o sabor dos alimentos ou bebidas em níveis de uso típicos. Na preparação de  massas sem glúten, a goma xantana é usada para dar à massa a pegajosidade que de outra forma seria obtida com glúten.
Na indústria petrolífera, a goma é usada como componente em lama de perfuração. Sua propriedade espessante na água é usada para a recuperação do óleo cru, que não é obtido de outra maneira; é necessário para o levantamento de cascalhos eficiente em lamas de densidade mais baixa. Quando a circulação para, os sólidos permanecem suspensos no fluido de perfuração.
Quanto maior a proporção de goma xantana adicionada a um líquido, mais espesso o líquido se tornará. Uma emulsão pode ser formada com apenas 0,1% (em peso). O aumento da quantidade de goma dá uma emulsão mais espessa e estável de até 1% de goma xantana. Uma colher de chá de goma xantana pesa cerca de 2,5 gramas e traz um copo (250 ml) de água a uma concentração de 1%.

## Saúde
A avaliação de trabalhadores expostos ao pó de goma xantana encontrou evidências de uma ligação com sintomas respiratórios.
Em 20 de maio de 2011, a FDA emitiu um comunicado de imprensa sobre o SimplyThick, um aditivo de espessamento alimentar contendo goma xantana como ingrediente ativo, alertando pais, cuidadores e profissionais de saúde para não alimentar bebês prematuros com SimplyThick.

### Segurança
De acordo com uma revisão de segurança de 2017 por um painel científico da Autoridade Europeia para a Segurança dos Alimentos (EFSA), a goma xantana (aditivo alimentar europeu número E 415) é amplamente digerida durante a fermentação intestinal e não causa nenhum efeito adverso. O painel da EFSA não encontrou nenhuma preocupação sobre genotoxicidade do consumo de longo prazo. A EFSA concluiu que não há preocupações de segurança para a população em geral quando a goma xantana é consumida como aditivo alimentar.

### Processamento por Microbioma
Em um estudo de 1993, um grupo de 18 voluntários foi alimentado com 15 gramas de goma xantana por dia durante 10 dias.. Nesse nível de ingestão, a goma xantana mostrou forte efeito laxativo, aumentando a produção e a frequência das fezes, mas teve efeitos variáveis no tempo de trânsito gastrointestinal. Antes dos testes de alimentação, apenas 12/18 pessoas tinham amostras de fezes que degradavam a goma xantana mas após o teste de alimentação, 16/18 voluntários produziram amostras de fezes que degradaram a goma xantana; os autores concluíram que isso demonstrou adaptação dos micróbios gastrointestinais (conhecidos coletivamente como microbioma intestinal) ao consumo de goma xantana. Em 2022, os cientistas descobriram que um micróbio da família Ruminococcaceae que estava presente em amostras de fezes humanas foi capaz de degradar a goma xantana. Em contraste com os micróbios do solo que removem a manose ramificada antes da quebra do polímero, a Ruminococcaceae tem uma enzima que pode hidrolisar a goma xantana diretamente. Os autores também encontraram dois micróbios adicionais do gênero Bacteroides que foram capazes de para crescer em oligossacarídeos de goma xantana produzidos por enzimas da Ruminococcaceae. eram indetectáveis em várias populações de sociedades pré-industrializadas ou de caçadores-coletores. Esses experimentos sugerem que o consumo de goma xantana pode alterar o microbioma de um indivíduo e pode estar causando efeitos de longo prazo nos microbiomas humanos em escala populacional .

## Produção
A goma xantana é produzida pela fermentação de glicose e sacarose. O processo de produção da goma xantana se inicia com a inoculação da cepa de X. campestris em um meio estéril contendo carboidratos, uma fonte de nitrogênio e sais minerais (fosfato dipotássico); seguida por incubação a 30 °C com a fermentação continuada por 3 dias. Então, goma xantana é precipitada em solvente (isopropanol, etanol ou acetona), separada, seca, moída, peneirada, e então embalada. O crescimento dos microrganismos e a produção de goma xantana são influenciados por fatores tais como a composição do meio, as condições da cultura (temperatura, pH, concentração de oxigênio dissolvido), o tipo de reator e o modo de operação (batelada ou contínuo).

## Brasil
Atualmente, 100% da goma xantana consumida no Brasil é importada, e tem origem na glicose do milho. Alguns estudos desenvolvidos no país apontam para a produção de goma xantana a partir do soro de leite